# France aux Jeux olympiques de 1920
L'équipe de France olympique participe aux Jeux olympiques de 1920 à Anvers. Elle y remporte quarante et une médailles : neuf en or, dix-neuf en argent et treize en bronze, se situant à la huitième place des nations au tableau des médailles. L'athlète Émile Écuyer est le porte-drapeau d'une délégation française comptant 296 sportifs, dont six femmes.

## Bilan général
| Place | Sport         | Médaille d'or, Jeux olympiques | Médaille d'argent, Jeux olympiques | Médaille de bronze, Jeux olympiques | Total |
| 1     | Tennis        | 2                              | 0                                  | 2                                   | 4     |
| 2     | Haltérophilie | 2                              | 0                                  | 1                                   | 3     |
| 3     | Escrime       | 1                              | 4                                  | 3                                   | 8     |
| 4     | Tir à l'arc   | 1                              | 4                                  | 1                                   | 6     |
| 5     | Athlétisme    | 1                              | 2                                  | 1                                   | 4     |
| 6     | Boxe          | 1                              | 1                                  | 1                                   | 3     |
| 7     | Cyclisme      | 1                              | 0                                  | 1                                   | 2     |
| 8     | Equitation    | 0                              | 2                                  | 0                                   | 2     |
| 8     | Tir           | 0                              | 2                                  | 0                                   | 2     |
| 10    | Gymnastique   | 0                              | 1                                  | 2                                   | 3     |
| 11    | Aviron        | 0                              | 1                                  | 1                                   | 2     |
| 12    | Rugby à XV    | 0                              | 1                                  | 0                                   | 1     |
| 12    | Voile         | 0                              | 1                                  | 0                                   | 1     |
| Total | Total         | 9                              | 19                                 | 13                                  | 41    |

## Liste des médaillés français

### Médailles d'or

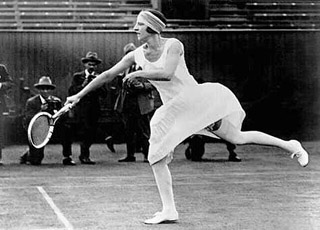
Suzanne Lenglen, triple médaillée lors de ces jeux de 1920

| Sport              | Discipline        | Sportifs                                                              | Performance   |
| Médailles d'or : 9 |                   |                                                                       |               |
| Athlétisme         | 5 000 m (H)       | Joseph Guillemot                                                      | 14 min 55 s 6 |
| Boxe               | 57 kg             | Paul Fritsch                                                          |               |
| Cyclisme           | Route par équipes | Fernand Canteloube Georges Detreille Marcel Gobillot Achille Souchard |               |
| Escrime            | Épée (H)          | Armand Massard                                                        |               |
| Haltérophilie      | 75 kg             | Henri Gance                                                           |               |
| Haltérophilie      | 82,5 kg           | Ernest Cadine                                                         |               |
| Tennis             | Simple Dames      | Suzanne Lenglen                                                       |               |
| Tennis             | Double mixte      | Suzanne Lenglen Max Decugis                                           |               |
| Tir à l’arc        | Berceau 50 m      | Julien Brulé                                                          |               |

### Médailles d'argent
| Sport                   | Discipline                           | Sportifs | Performance   |
| Médailles d'argent : 19 |                                      | |               |
| Athlétisme              | 4 x 100 m (H)                        | Émile Ali Khan René Lorain René Mourlon René Tirard | 42 s 5        |
| Athlétisme              | 10 000 m (H)                         | Joseph Guillemot | 31 min 47 s 2 |
| Aviron                  | Deux avec barreur                    | Gabriel Poix Maurice Bouton Ernest Barberolle |               |
| Boxe                    | 57 kg                                | Jean Gachet |               |
| Équitation              | Voltige                              | Fiel |               |
| Équitation              | Voltige par équipes                  | Georges du Hamel de Canchy Fiel Pierre Guyot d'Asnières de Salins |               |
| Escrime                 | Épée                                 | Alexandre Lippmann |               |
| Escrime                 | Fleuret                              | Philippe Cattiau |               |
| Escrime                 | Fleuret par équipes                  | Gaston Amson Lionel Bony de Castellane Philippe Cattiau Roger Ducret Lucien Gaudin André Labatut Marcel Perrot Georges Trombert |               |
| Escrime                 | Sabre par équipes                    | Henri de Saint Germain Jean Margraff Jean Mondielli Marc Perrodon Georges Trombert |               |
| Gymnastique             | Classement individuel                | Marco Torrès |               |
| Rugby à XV              | Équipe de France                     | Édouard Bader Raymond Berrurier François Borde Adolphe Bousquet Jean Bruneval Alphonse Castex André Chilo René Crabos Sélim Curtet Alfred Eluère Jacques Forestier Armand Grenet Maurice Labeyrie Constant Lemaignière Robert Levasseur Pierre Petiteau Eugène Soulié Raoul Thiercelin Robert Thierry |               |
| Tir                     | Fusil de guerre, couché, 300 m       | Léon Johnson |               |
| Tir                     | Fusil de guerre, couché, par équipes | Léon Johnson André Parmentier Achille Paroche Georges Roes Émile Rumeau |               |
| Tir à l’arc             | Berceau 28 m                         | Léonce Quentin |               |
| Tir à l’arc             | Berceau 33 m                         | Julien Brulé |               |
| Tir à l’arc             | Berceau par équipes 33 m             | Julien Brulé Léon Epin Pascal Fauvel Eugène Grisot Paul Leroy Artur Mabellon Léonce Quentin Eugène Richez |               |
| Tir à l’arc             | Berceau par équipes 50 m             | Julien Brulé Léon Epin Pascal Fauvel Eugène Grisot Paul Leroy Artur Mabellon Léonce Quentin Eugène Richez |               |
| Voile                   | 6,5 m                                | Robert Monier Félix Picon Albert Weil |               |

### Médailles de bronze

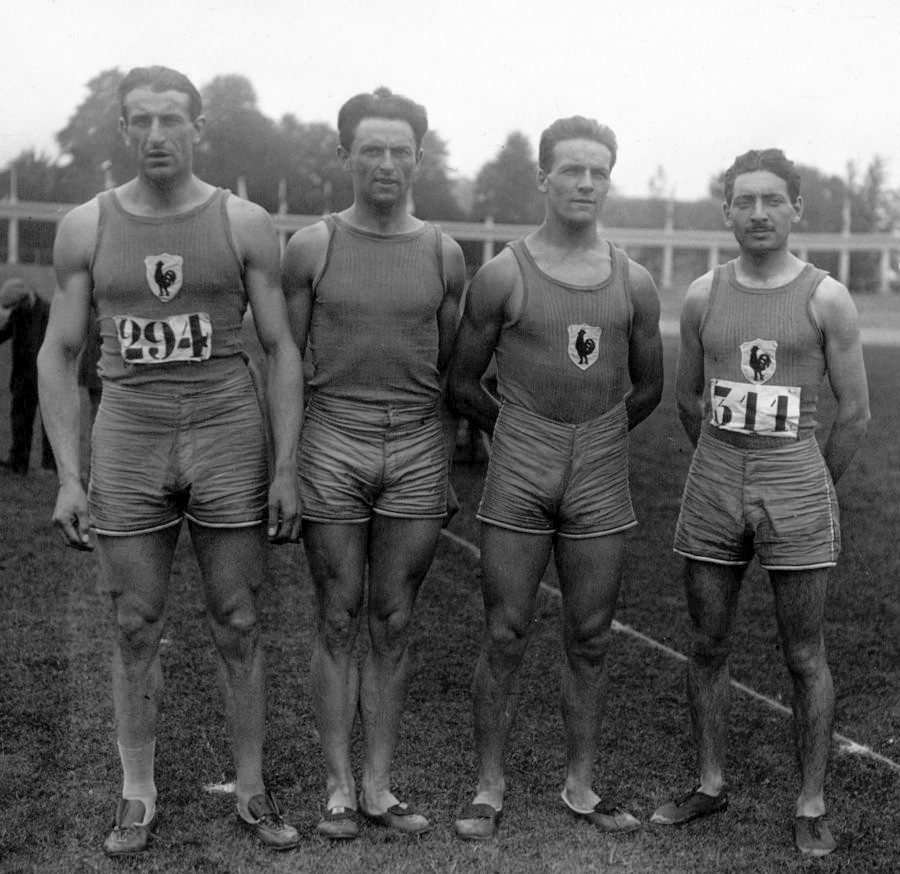
L'équipe d'athlétisme du 4x400 mètres médaillée de bronze

| Sport                    | Discipline               | Sportifs | Performance  |
| Médailles de bronze : 13 |                          | |              |
| Athlétisme               | 4 x 400 m                | Géo André Maurice Delvart André Devaux Gaston Féry | 3 min 24 s 8 |
| Aviron                   | Deux de couple           | Alfred Plé Gaston Giran |              |
| Boxe                     | + 79,5 kg                | Xavier Eluère |              |
| Cyclisme                 | Route                    | Fernand Canteloube |              |
| Escrime                  | Épée                     | Gustave Buchard |              |
| Escrime                  | Fleuret                  | Roger Ducret |              |
| Escrime                  | Épée par équipes         | Gaston Amson Gustave Buchard Georges Casanova Alexandre Lippmann Armand Massard Louis Moreau Georges Trombert |              |
| Gymnastique              | Classement individuel    | Jean Gounot |              |
| Gymnastique              | Classement par équipes   | Georges Berger Émile Boitelle Émile Bouchès René Boulanger Alfred Buyenne Eugène Cordonnier Léon Delsarte Lucien Démanet Paul Durin Victor Duvant Fernand Fauconnier Arthur Hermann André Higelin Albert Hersoy Auguste Hoël Louis Kempe Georges Lagouge Paulin Lemaire Ernest Lespinasse Jules Pirard Eugène Pollet Georges Thurnherr Julien Wartelle Paul Wartelle |              |
| Haltérophilie            | + 82,5 kg                | Léon Bernot |              |
| Tennis                   | Double Dames             | Élisabeth d'Ayen Suzanne Lenglen |              |
| Tennis                   | Double Messieurs         | Pierre Albarran Max Decugis |              |
| Tir à l’arc              | Berceau par équipes 28 m | Julien Brulé Léon Epin Pascal Fauvel Eugène Grisot Paul Leroy Artur Mabellon Léonce Quentin Eugène Richez |              |

## Engagés français par sport

### Athlétisme
| Épreuve                   | Engagés |
| ------------------------- | --- |
| 100 m                     | Émile Ali Khan, 5e René Mourlon René Tirard René Lorain                                                             |
| 200 m                     | René Tirard René Caste René Lorain Jean-René Seurin                                                                 |
| 400 m                     | Géo André Gaston Féry Maurice Delvart Eugène Bayon                                                                  |
| 800 m                     | Paul Esparbès, 8e Robert Goullieux Fernand Bauduin Kléber Argouac'h                                                 |
| 1 500 m                   | André Audinet, 6e René Leray, 10e Armand Burtin Maurice De Coninck                                                  |
| 5 000 m                   | Joseph Guillemot médaille d’or · Lucien Duquesne · Jean-Baptiste Manhès                                             |
| 10 000 m                  | Joseph Guillemot médaille d’argent · Jean-Baptiste Manhès, 6e · Gaston Heuet · Lucien Duquesne                      |
| Marathon                  | Albert Moché, 18e Henri Teyssedou, 25e Louis Ichard Amédée Trichard                                                 |
| 110 m haies               | Henry Bernard |
| 400 m haies               | Géo André, 4e Albert Lucas Antony Jarrety                                                                           |
| 3 000 m steeple           | Edmond Brossard Robert Geyer Frédéric Langrenay Georges Guillon                                                     |
| 4 × 100 m                 | René Lorain, René Tirard, René Mourlon et Émile Ali Khan médaille d’argent                                          |
| 4 × 400 m                 | Géo André, Gaston Féry, Maurice Delvart et André Devaux médaille de bronze                                          |
| 3 000 m par équipes       | Armand Burtin, Gaston Heuet, Edmond Brossard, Lucien Duquesne et René Vignaud, 4e                                   |
| Cross-country individuel  | Gaston Heuet, 8e Gustave Lauvaux, 17e Joseph Servella, 21e Edmond Brossard, 31e Edmond Bimont, 32e Joseph Guillemot |
| Cross-country par équipes | Gaston Heuet, Gustave Lauvaux, Joseph Servella, Edmond Brossard, Edmond Bimont et Joseph Guillemot, 5e              |
| 10 km marche              | Martial Simon |
| Saut en hauteur           | Pierre Lewden, 7e René Labat, 9e Pierre Guilloux                                                                    |
| Saut en longueur          | Eugène Coulon, 11e Marcel Orfidan, 14e Charles Courtin, 17e Charles Guézille, 27e                                   |
| Triple saut               | Étienne Proux, 16e André Chilo, 17e Gustave Remouet, 19e                                                            |
| Saut à la perche          | André Francquenelle, 10e Paul Lagarde, 11e Étienne Gajan                                                            |
| Lancer du poids           | Raoul Paoli, 12e Henri Dozolme, 15e                                                                                 |
| Lancer du disque          | André Tison, 11e Émile Écuyer, 14e Daniel Pierre, 15e                                                               |
| Lancer du javelot         | Pierre Grany, 14e Arthur Picard, 15e                                                                                |

### Aviron
| Hommes |
| --- |
| Deux de couple - Alfred Plé et Gaston Giran médaille de bronze Deux barré - Gabriel Poix, Maurice Monney-Bouton et Ernest Barberolle médaille d’argent Huit barré - Albert Diebold, Charles Hahn, Frédéric Grossmann, Robert Fleig, Henri Barbenés, Frédéric Fleig, Charles Schlewer, Émile Ruhlmann et Émile Barberolle |

### Boxe
| Hommes |
| --- |
| Mouches - 50,8 kg - Charles Albert, 4e - Jean-Baptiste Rampignon, 5e Coqs - 53,5 kg - Henri Ricard, 5e - Georges Cochon, 9e Plumes - 57 kg - Paul Fritsch médaille d’or - Jean Gachet médaille d’argent Légers - 61 kg - Joseph Solvinto, 9e - Jacques Grégoire, 9e Mi-moyens - 66,5 kg - Léon Gillet, 5e - Henri Richards, 9e Moyens - 72,5 kg - Michel Charles Rey-Golliet 5e - Jean Dortet, 9e Mi-lourds - 79 kg - Louis Piochelle, 5e - René Darbou, 9e Super-lourds + 79 kg - Xavier Eluère médaille de bronze |

### Cyclisme
| Hommes |
| --- |
| Route Course en ligne hommes - Fernand Canteloube médaille de bronze - Georges Detreille, 6e - Achille Souchard, 10e - Marcel Gobillot, 14e Route par équipes - Fernand Canteloube, Georges Detreille, Achille Souchard et Marcel Gobillot médaille d’or Piste Vitesse individuelle hommes - Pierre Lanusse - Georges Perrin - Henri Bellivier - Georges Paillard 50 kilomètres hommes - Gaston Alancourt, 8e - Courder - Enguerrand Tandem hommes - Henri Bellivier et Georges Perrin Poursuite par équipes hommes - Enguerrand, Henri Habent, Courder et Lucien Faucheux, 5e |

### Équitation
| Hommes |
| --- |
| Dressage individuel - Roland de Maille de la Tour Landry, 5e - Michel Artola, 6e - Jean Esnault-Peltière, 9e - Antoine Boudet, 10e - Henri Mehu, 12e - Marcel Blanchard, 13e Voltige individuelle - Field médaille d’argent - Salins, 7e - Cauchy, 9e - Cabanac, 10e - Alfred Badu, 11e - Formal I, 12e - Formal II, 13e Saut d'obstacles individuel - Edmond L'Hotte, 10e - Jacques Alquir-Bouffard, 20e - Franck Tisnés, 22e Voltige par équipes - Field, Salins et Cauchy médaille d’argent Saut d'obstacles par équipes - Auguste de Laissardière, Henri Horment, Théophile Carbon et Pierre Lemoyne, 4e Concours complet individuel - Édouard Saint-Poulof, 13e - Camille de Sartiges, 15e - Joseph de Vregille - André Vidart Concours complet par équipes - Édouard Saint-Poulof, Camille de Sartiges et Joseph de Vregille |

### Escrime
| Hommes |
| --- |
| Fleuret hommes - Philippe Cattiau médaille d’argent - Roger Ducret médaille de bronze - André Labatut, 4e - Georges Trombert, 10e - Marcel Perrot, 11e - Lionel Bony de Castellane Fleuret masculin par équipes - Lionel Bony de Castellane, Gaston Amson, Philippe Cattiau, Roger Ducret, André Labatut, Georges Trombert, et Lucien Gaudin médaille d’argent - Marcel Perrot, 2e Épée hommes - Armand Massard médaille d’or - Alexandre Lippmann médaille d’argent - Gustave Buchard médaille de bronze - Georges Casanova, 5e - Louis Moreau, 6e - Georges Trombert - Frédéric Dubordieu - Roger Ducret Épée masculine par équipes - Armand Massard, Alexandre Lippmann, Gustave Buchard, Georges Trombert, Georges Casanova, et Louis Moreau médaille de bronze - Gaston Amson, 3e Sabre hommes - Marc Perrodon - Jean Servent - Henri de Saint Germain - Georges Trombert - Jean Margraff Sabre masculin par équipes - Georges Trombert, Jean Margraff, Marc Perrodon et Henri de Saint Germain médaille d’argent |

### Football
| Hommes |
| --- |
| L'équipe de France 6e - Albert Parsys - Léon Huot - Édouard Baumann - Jean Batmale - René Petit - François Hugues - Jules Devaquez - Jean Boyer - Paul Nicolas - Henri Bard - Raymond Dubly |

### Gymnastique
| Hommes |
| --- |
| Concours général individuel hommes - Marco Torrès médaille d'argent - Jean Gounot médaille de bronze - Georges Thurnherr, 5e - Laurent Grech, 6e - Louis-Charles Marty, 13e - François Walker, 15e Concours général par équipes hommes médaille de bronze - Georges Berger - Émile Boitelle - Émile Bouchès - René Boulanger - Alfred Buyenne - Eugène Cordonnier - Léon Delsarte - Lucien Démanet - Paul Durin - Georges Duvant - Fernand Fauconnier - Arthur Hermann - Albert Hersoy - André Higelin - Auguste Hoël - Louis Kempe - Georges Lagouge - Paulin Lemaire - Ernest Lespinasse - Jules Pirard - Eugène Pollet - Georges Thurnherr - Marco Torrès - François Walker - Julien Wartelle - Paul Wartelle |

### Haltérophilie
| Hommes |
| --- |
| Plumes –60 kg - André Delloue, 12e - Jean Ducher, 13e Légers 60–67,5 kg - Fernand Arnout, 5e - Jean Vaquette, 7e Moyens 67,5–75 kg - Henri Gance médaille d’Or - Paul Ledran, 5e Mi-lourds 75–82,5 kg - Ernest Cadine médaille d’Or - Maurice Devène, 5e Lourds +82,5 kg - Léon Bernot médaille de bronze - Joseph Duchateau, 6e |

### Hockey sur gazon
| Hommes |
| --- |
| L'équipe de France 4e - Paul Haranger - Robert Lelong - Pierre Estrabant - Georges Breuille - Jacques Morise - Edmond Loriol - Désiré Guard - Roland Bedel - André Bounal - Gaston Rogot - Pierre Rollin |

### Hockey sur glace
Les joueurs de l'équipe de France entraînés par le canadien Garon ont fini à la sixième place ne jouant qu'un seul match dans le tournoi. Sept équipes ont participé et la France fut d'office qualifiée pour les demi-finales (tirage au sort). Ils rencontrent alors la Suède qui inscrit deux buts à chacune des deux périodes.
| Hommes |
| --- |
| L'équipe de France 5e - Jean Chaland - Pierre Charpentier - Henri Couttet - Georges Dary - Jacques Gaittet - Léonhard Quaglia - Alfred de Rauch |

### Lutte
| Hommes |
| --- |
| Lutte gréco-romaine poids plume, 58 - 62 kg - Jules Bouquet - Maurice Bovis Lutte gréco-romaine poids légers, 62 - 67,5 kg - Maurice Rohon - Théodore Bainconneau Lutte gréco-romaine poids moyens, 67,5 - 75 kg - Émile Gorbière - Camille Prunier Lutte gréco-romaine poids mi-lourds, 75 - 82,5 kg - Jean Douvinet Lutte gréco-romaine poids lourds, +82,5 kg - Edmond Dame - Armand Gasiglia Lutte libre poids plume, 56 - 61 kg - Jean Harrasse, 5e - Georges Barathon, 5e Lutte libre poids légers, 61 - 66 kg - Henri Joudiou, 5e - Jules Deligny, 8e Lutte libre poids moyens, 72 - 79 kg - Pierre Angelot, 9e - Charles Backsman, 17e Lutte libre poids mi-lourds, 79 - 87 kg - François Meyer, 9e - Pierre Ledron, 9e |

### Natation
| Hommes | Femmes |
| --- | --- |
| 100 m nage libre hommes - Henri Padou - Georges Pouilley - Rémi Weil 400 m nage libre hommes - Paul Vasseur 1 500 m nage libre hommes - Pierre Lavraie 4 × 200 m nage libre hommes - Albert Mayaud, Paul Vasseur, Georges Pouilley et Henri Padou 100 m dos hommes - Henri Matter - Daniel Lehu 200 m dos hommes - Émile Arbogast - Lucien Lebaillif 400 m dos hommes - Lucien Lebaillif - Émile Arbogast Plongeon Tremplin à 3 mètres hommes - Rémi Weil | 100 m nage libre dames - Yvonne Degraine - Ernestine Lebrun - Suzanne Wurtz 200 m nage libre dames - Suzanne Wurtz - Ernestine Lebrun |

### Patinage artistique
| Couple                                   |
| ---------------------------------------- |
| - Simone Roussel et Charles Sabouret, 7e |

### Pentathlon moderne
| Hommes                                                                              |
| ----------------------------------------------------------------------------------- |
| - Georges Brulé, 9e - René Foucher, 16e - Henri Candelon, 18e - Jean Mondielli, 19e |

### Rugby à XV
| Hommes |
| --- |
| L'équipe de France médaille d’argent - Édouard Bader - François Borde - Adolphe Bousquet - Jean Bruneval - Alphonse Castex - André Chilo - René Crabos - Sélim Curtet - Alfred Eluère - Jacques Forestier - Armand Grenet - Maurice Labeyrie - Robert Levasseur - Pierre Petiteau - Raoul Thiercelin |

### Tennis
| Hommes | Mixte | Femmes |
| --- | --- | --- |
| Simple messieurs - Jacques Brugnon, 9e - Max Decugis, 17e - Jean Samazeuilh, 17e - François Blanchy, 32e Double messieurs - Max Decugis et Pierre Albarran médaille de bronze - François Blanchy et Jacques Brugnon, 4e - Jean Samazeuilh et Daniel Lawton, 9e | Double mixte - Suzanne Lenglen et Max Decugis médaille d’or - Jeanne Vaussard et François Blanchy, 8e - Élisabeth d'Ayen et Fernand Hirsch, 8e | Simple dames - Suzanne Lenglen médaille d’or - Élisabeth d'Ayen, 5e - Jeanne Vaussard, 15e Double dames - Suzanne Lenglen et Élisabeth d'Ayen médaille de bronze |

### Tir
| Hommes |
| --- |
| Pistolet à 30 m par équipes - Joseph Pecchia, Jules Maujean, Léon Johnson, Émile Boitout et André Regaud, 5e Pistolet libre à 50 m par équipes - Joseph Pecchia, Jules Maujean, Léon Johnson, Émile Boitout et André Regaud, 6e Carabine libre 3 positions à 300 m - Achille Paroche - Georges Roes - André Parmentier - Paul Colas - Albert Regnier Carabine libre par équipes - Achille Paroche, Georges Roes, André Parmentier, Paul Colas et Albert Regnier, 7e Carabine d'ordonnance couché à 300 m - Léon Johnson médaille d’argent - Achille Paroche, 5e Carabine libre couché à 300 m par équipes - Léon Johnson, Achille Paroche, Émile Rumeau, André Parmentier et Georges Roes médaille d’argent Carabine libre couché à 600 m par équipes - Léon Johnson, Achille Paroche, Émile Rumeau, André Parmentier et Georges Roes, 5e Carabine d'ordonnance debout à 300 m - Léon Johnson - Achille Paroche Carabine libre à 300 m debout par équipes - Léon Johnson, Achille Paroche, Émile Rumeau, André Parmentier et Georges Roes, 5e Carabine libre 300 + 600 m par équipes - Léon Johnson, Achille Paroche, Émile Rumeau, André Parmentier et Georges Roes, 4e Petite carabine à 50 m - Léon Johnson - Achille Paroche - Émile Rumeau - André Parmentier - Georges Roes Petite carabine à 50 m par équipes - Léon Johnson, Achille Paroche, Émile Rumeau, André Parmentier et Georges Roes, 5e Fosse olympique - André Fleury, Marcel Lafitte, Henri, Baron de Castex, Augustin Berjat, René Texier et Jean, Marquis de Lareinty-Tholozan, 7e |

### Tir à l'arc
| Hommes |
| --- |
| Cible 28 m individuel - Léonce Quentin médaille d’argent Cible 33 m individuel - Julien Brulé médaille d’argent Cible 50 m individuel - Julien Brulé médaille d’or Cible 28 m par équipes - Léonce Quentin, Julien Brulé, Pascal Fauvel, Eugène Grisot, Eugène Richez, Paul Leroy, Artur Mabellon et Léon Epin médaille de bronze Cible 33 m par équipes - Léonce Quentin, Julien Brulé, Pascal Fauvel, Eugène Grisot, Eugène Richez, Paul Leroy, Artur Mabellon et Léon Epin médaille d’argent Cible 50 m par équipes - Julien Brulé, Pascal Fauvel, Léonce Quentin, Eugène Grisot, Eugène Richez, Paul Leroy, Artur Mabellon et Léon Epin médaille d’argent |

### Voile
| Hommes                                                                         |
| ------------------------------------------------------------------------------ |
| 6,5 m JI (mixte) - Albert Weil, Félix Picon et Robert Monier médaille d’argent |

### Water Polo
| Hommes |
| --- |
| L'équipe de France 9e - Jean Thorailler - Émile-Georges Drigny - Albert Mayaud - Henri Padou - Henri Duvanel - Marcel Hussaud - Paul Vasseur |